# Hormotheca plantaginis
Hormotheca plantaginis är en svampart som först beskrevs av Job Bicknell Ellis, och fick sitt nu gällande namn av Corlett & M.E. Barr 1986. Hormotheca plantaginis ingår i släktet Hormotheca och familjen Venturiaceae.   Inga underarter finns listade i Catalogue of Life.